# Вертова
Вѐртова (на италиански: Vertova; на ломбардски: Ertoa, Ертоа) е малкло градче и община в Северна Италия, провинция Бергамо, регион Ломбардия. Разположено е на 397 m надморска височина. Населението на общината е 4587 души (към 2017 г.).